# Sthenias
Sthenias is een kevergeslacht uit de familie van de boktorren (Cerambycidae). De wetenschappelijke naam van het geslacht werd voor het eerst geldig gepubliceerd in 1835 door Dejean.

## Soorten
Sthenias omvat de volgende soorten:
- Sthenias albicollis Gahan, 1890
- Sthenias leucothorax Breuning, 1938
- Sthenias microphthalmus Breuning, 1956
- Sthenias partealbicollis Breuning, 1968
- Sthenias angustata Pic, 1925
- Sthenias borneanus Breuning, 1982
- Sthenias burmanensis Breuning, 1938
- Sthenias cylindrator (Fabricius, 1801)
- Sthenias cylindricus Gressitt, 1939
- Sthenias damarensis Adlbauer, 2011
- Sthenias franciscana Thomson, 1865
- Sthenias gahani (Pic, 1912)
- Sthenias gracilicornis Gressitt, 1937
- Sthenias gracilis Breuning, 1938
- Sthenias grisator (Fabricius, 1787)
- Sthenias javanicus Breuning, 1940
- Sthenias longeantennatus Breuning, 1938
- Sthenias maculiceps Gahan, 1890
- Sthenias madurae Boppe, 1914
- Sthenias pascoei Ritsema, 1888
- Sthenias persimilis Breuning, 1938
- Sthenias pictus Breuning, 1938
- Sthenias poleti Le Moult, 1938
- Sthenias pseudodorsalis Breuning, 1938
- Sthenias pseudodorsaloides Breuning, 1968
- Sthenias puncticornis Fairmaire, 1891
- Sthenias tonkinea Pic, 1925
- Sthenias varius (Olivier, 1792)
- Sthenias yunnanus Breuning, 1938